# Premio Warwick para mujeres en traducción
El Premio Warwick para mujeres en traducción (en inglés: Warwick Prize for Women in Translation) premia traducciones de obras de autoras mujeres que hayan sido publicadas por una editorial del Reino Unido o Irlanda. Establecido en 2017, está administrado por la Universidad de Warwick; se aceptan obras de poesía, ficción y no ficción (incluso para niños y jóvenes). Solo se aceptan obras escritas por mujeres. El premio de £ 1000 se divide en partes iguales entre la autora y su(s) traductora(s), salvo en aquellos casos en los cuales haya fallecido la autora.

## Premios adjudicados
- 2021: de Judith Schalansky, Verzeichnis einiger Verluste, traducido por Jackie Smith como An Inventory of Losses[2]
- 2020: de Nino Haratischwili, Das achte Leben (Für Brilka), traducido por Charlotte Collins y Ruth Martin como The Eighth Life (For Brilka)[3]
- 2019: de Annie Ernaux, Les Années, traducido por Alison L. Strayer como The Years[4]
- 2018: de Daša Drndić, Belladonna, traducido por Celia Hawkesworth
- 2017: de Yoko Tawada, Memoirs of a Polar Bear, traducido por Susan Bernofsky[5]